# University of Fort Hare
University of Fort Hare – południowoafrykańska uczelnia publiczna zlokalizowana w mieście Alice, w Prowincji Przylądkowej Wschodniej. Powstała w 1916 roku.